# Moja majka (televizijska serija)
Moja majka (tur. Annem) je turska dramska televizijska serija. Glavne uloge imali su glumci Talat Bulut, Vahide Gördüm i Duygu Yetiş, a radnja smještena je u turskom gradu Istanbulu i Ankari .U Hrvatskoj se premijerno prikazivala od 20. travnja 2011. do 28. srpnja 2011. na Domi TV (ukupno 95 epizoda).

## Radnja
Zeynep i Musa upoznali su se na fakultetu te su se tamo strastveno zaljubili. Nakon toga uslijedio je i trogodišnji brak u kojem nisu imali djece. Na dan kada je Zeynep shvatila da je trudna, saznala je da je Musa vara. Umjesto da mu kaže istinu, ogorčena na svog supruga, Zeynep prešuti činjenicu da će Musa postati otac te se odluči rastati od njega. Ubrzo nakon toga na svijet dolazi mala Gonca, a Zeynep kako bi je prehranila pokreće svoj posao prodajući jelo. S druge strane, njen bivši suprug živi u obilju, a uskoro postaje i uspješan ministar.
Nakon šesnaest godina, Gonca je već mlada djevojka koja se srami svog siromašnog podrijetla. Ona želi imati lijepu kuću, računalo i vlastitu sobu kao i njezini prijatelji. Gonca proživljava mučne dane svog odrastanja te ju jednog dana ravnatelj škole zatekne kako puši cigarete. Nakon što sazna da je Gonca uhvaćena u prijestupu, Zeynep se posvađa s njom. Gonca pobjegne od kuće, a Zeynep sa svojim susjedom Alijem, policajcem koji je beskrajno zaljubljenu u nju, odlazi u policijsku postaju, no stigla je prekasno. Goncin biološki otac je već obaviješten o njenom bijegu i o njenom postojanju.
Ministar Musa je šokiran činjenicom da ima kćerku za koju nije znao šesnaest godina, a Gonca je razočarana majčinim uvjeravanjem kako je njezin otac odavno umro. Zeynep se teška srca oprosti od kćerke te joj dopušta da ode živjeti s Musom u njegovom raskošnom domu. Međutim, njena prisutnost će pobrkati planove Musinoj djevojci Ayşe.

## Likovi
- Zeynep Eğilmez je Goncina majka. Dok je pohađala gimnaziju zaljubila se u Musu Bayrija. Vjenčali su se nakon nekoliko godina ljubavi. Tri godine nisu imali djece, a Musa je prevario Zeynep koja mu zbog ljutnje nije rekla da je u drugom stanju. Sagradila je kuću ondje gdje je Musa neće moći naći, na parceli koju je naslijedila od obitelji, te živi od prodaje ćevapa.
- Musa Bayri je nekoć bio zastupnik, ali sada je ministar za razvoj i stambena pitanja. Musa se zapanjuje kada sazna kako je otac šesnaestogodišnje Gonce, te želi da živi s njim. Zeynep mu na početku ne želi prepustiti kćer, ali poslije pristaje zato što će u tom slučaju njezina kći odrasti u boljim uvjetima. No, Gonca je uznemirena, jer se njezin otac mora oženiti Ayşe Altay.
- Ali Aydın je policajac koji je zaljubljen u Zeynep. Nakon što Musa odvede svoju kćerku, Ali se češće viđa sa Zeynep i njihov odnos napreduje. Veliku prepreku za Zeynepin i njegov odnos je upravo ministar Musa kojeg Zeynep još uvijek nije preboljela.

## Uloge
| Glumci            | Lik                    |
| ----------------- | ---------------------- |
| Vahide Gördüm     | Zeynep Eğilmez - Bayri |
| Talat Bulut       | Musa Bayri             |
| İlhan Şeşen       | Ali Aydın              |
| Seda Akman        | Ayşe Altay             |
| Duygu Yetiş       | Gonca Eğilmez - Bayri  |
| Tuncer Salman     | Mehmet Eğilmez         |
| Emel Göksu        | Emine Bayri            |
| Zeynep Gülmez     | Süreyya Eğilmez        |
| Ayla Arslancan    | Neriman Nine "Baka"    |
| Ali Uyandıran     | Cahit Başto            |
| Cavit Çetin Güner | Eymen Saygı            |
| Türkü Turan       | Pınar Umay             |
| Melda Arat        | Zehra Akhun            |
| Erdal Bilingen    | İbrahim Bayri          |
| Beste Sönmezocak  | Arzu Bayındır          |